# Patène
Ne doit pas être confondu avec patère.

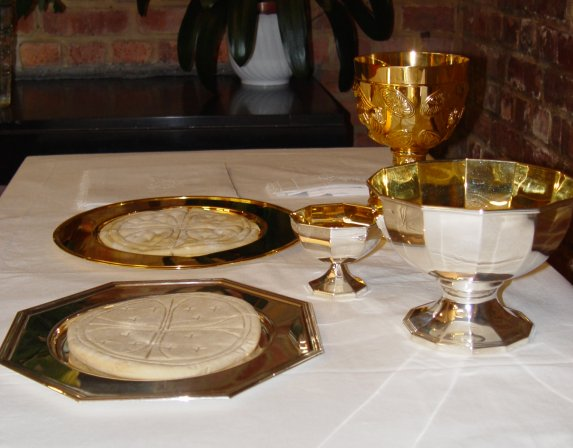
Patènes avec le pain, sur l'autel, avec le calice et le ciboire.

La patène (du latin pătĕna / pătĭna, ‘plat’, emprunté au grec patánē, ‘plat’) est une petite assiette, généralement en métal doré, sur laquelle repose le pain (l'hostie principale) qui va être consacré par le prêtre au moment de la consécration, lors d'une cérémonie eucharistique. Cet objet liturgique du christianisme est lié par sa fonction au calice (utilisé pour le vin), sur lequel il repose hors du moment de la consécration proprement dite. Dans les Églises d'Orient, on l'appelle dískos (disque).

## Description

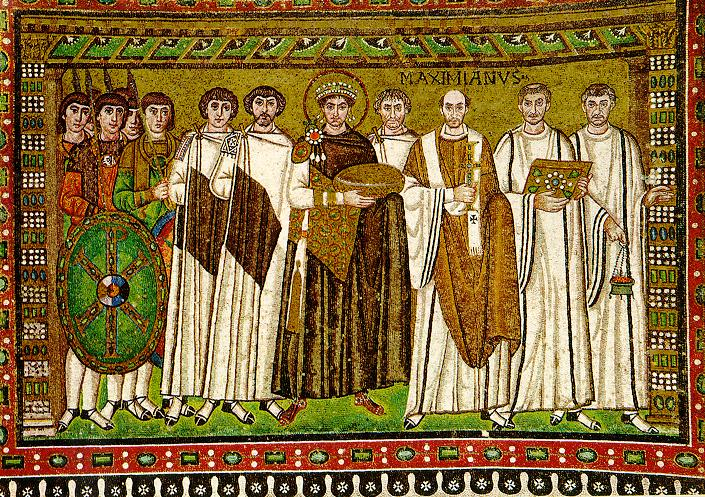
L'empereur Justinien avec sa cour offre une patène à l'église Saint-Vital.

Avant leur première utilisation, les vases sacrés sont consacrés avec le Saint chrême.
Autrefois très richement décorées, les patènes tendent, dans le catholicisme et depuis la réforme liturgique des années 1960-1971 à devenir beaucoup plus épurées.
On peut voir une patène et un calice représentés sur deux mosaïques monumentales de la basilique Saint-Vital de Ravenne (VIe siècle). L'une est offerte à l'église par l'empereur Justinien et l'autre par l'impératrice Théodora. Ces offrandes solennelles célèbrent le retour à la communion orthodoxe et la libération de la ville après un épisode de domination arienne.

## Galerie

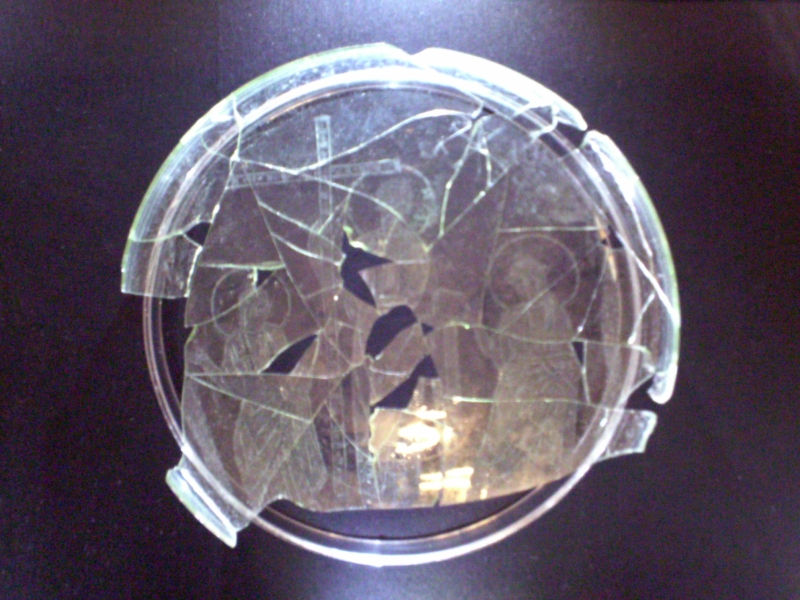
Patène en verre de Castulo (Espagne) IVe siècle.
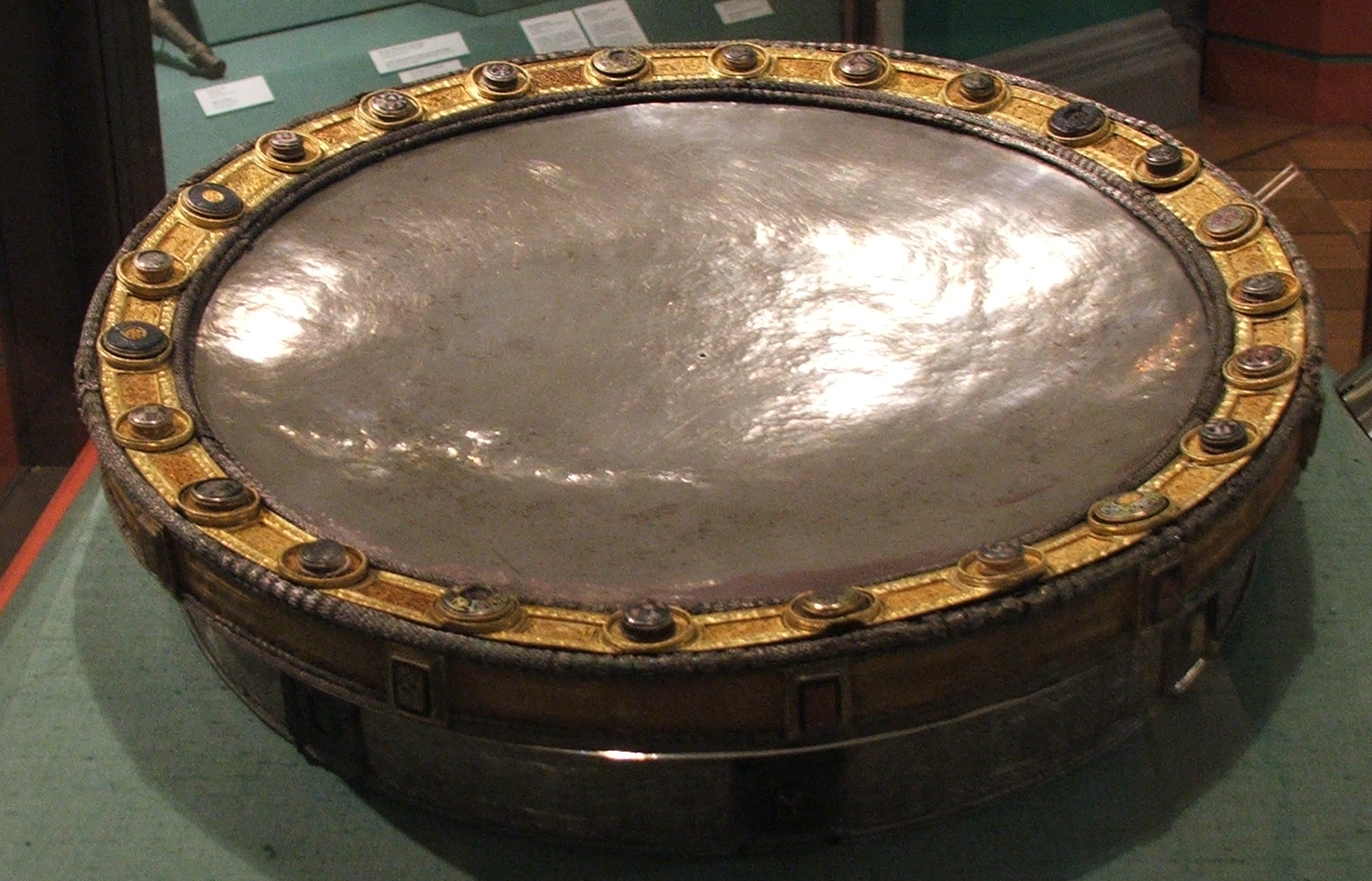
Patène irlandaise (VIIIe ou IXe siècle).
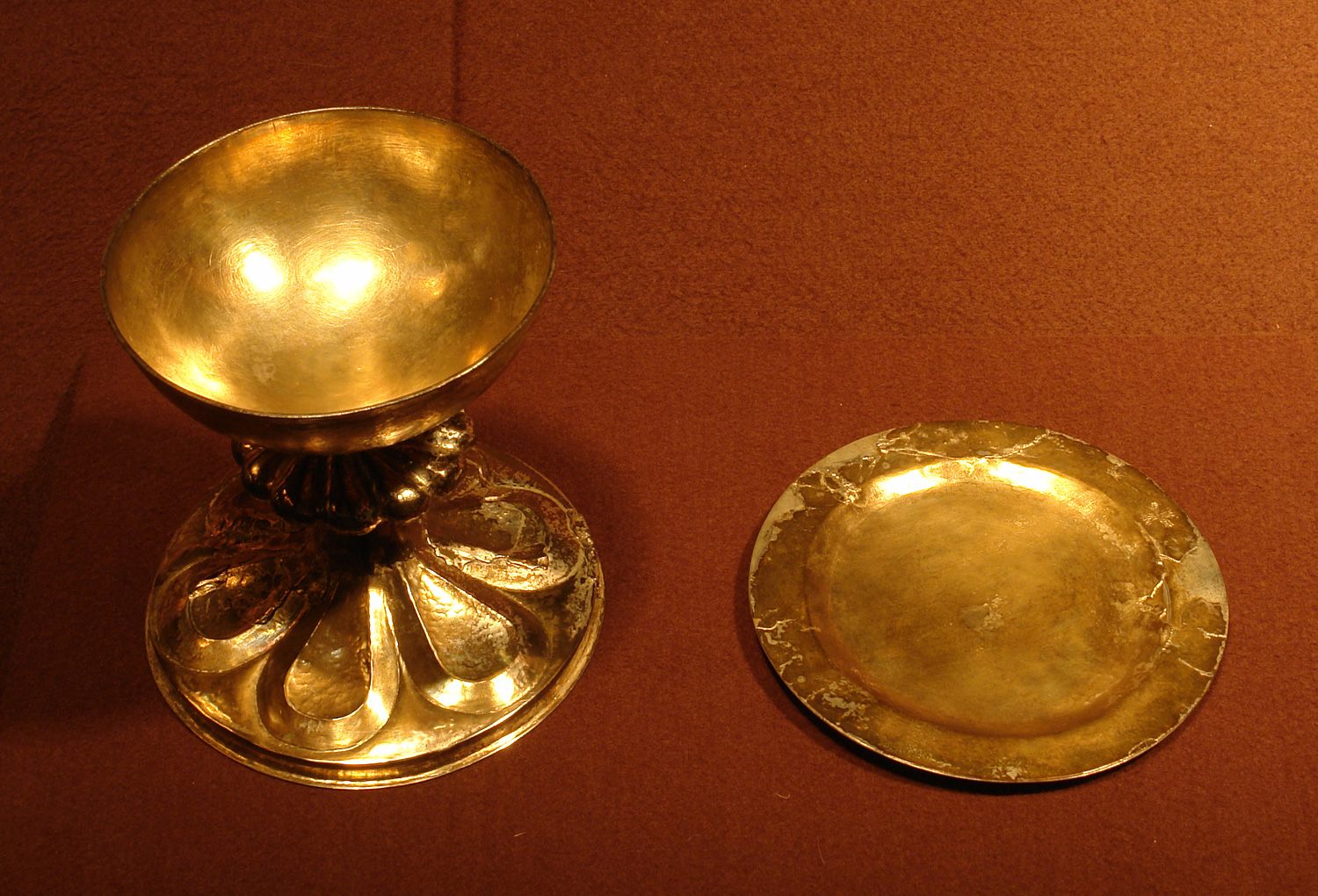
Calice et patène (Brème).
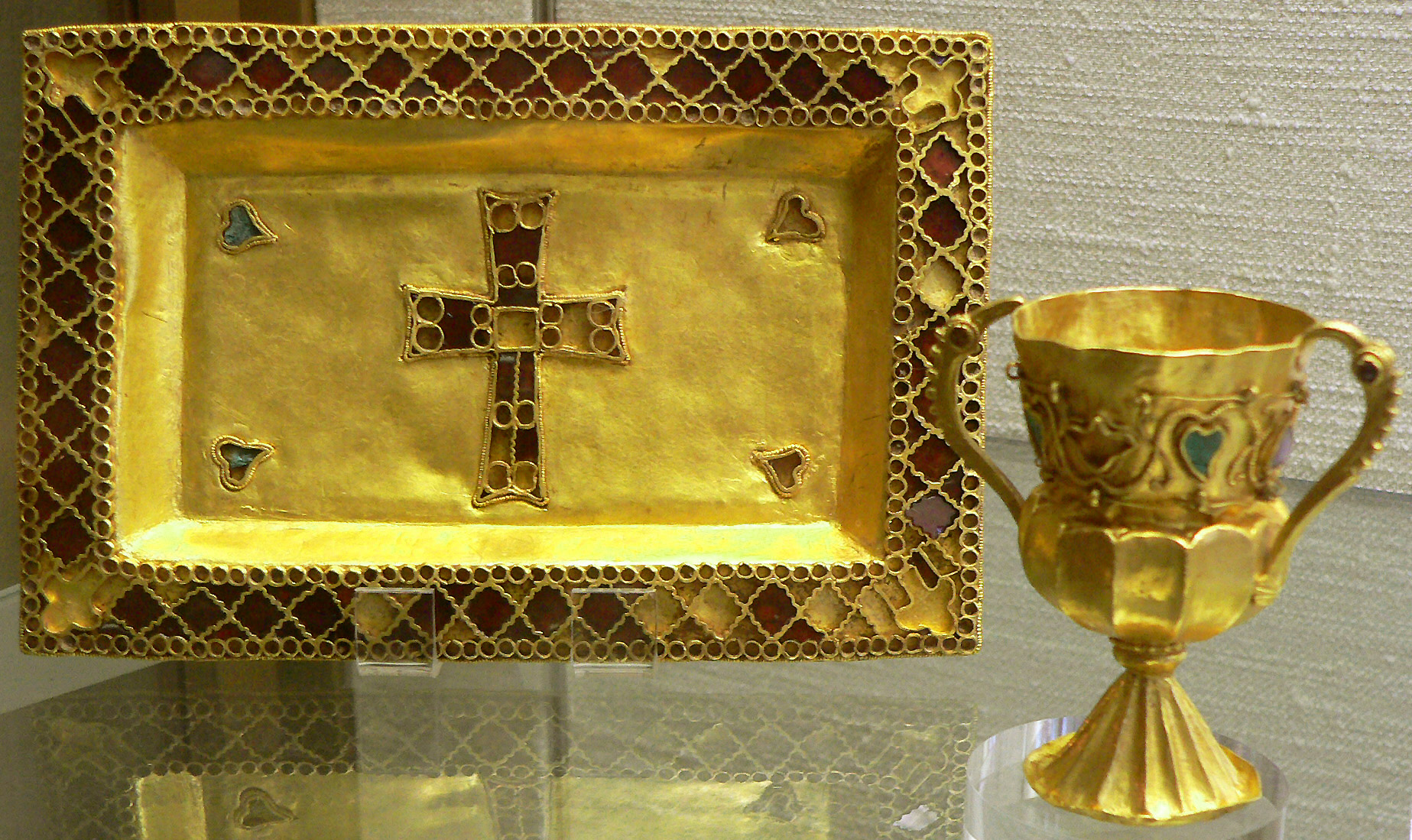
Calice et patène, trésor de Gourdon.
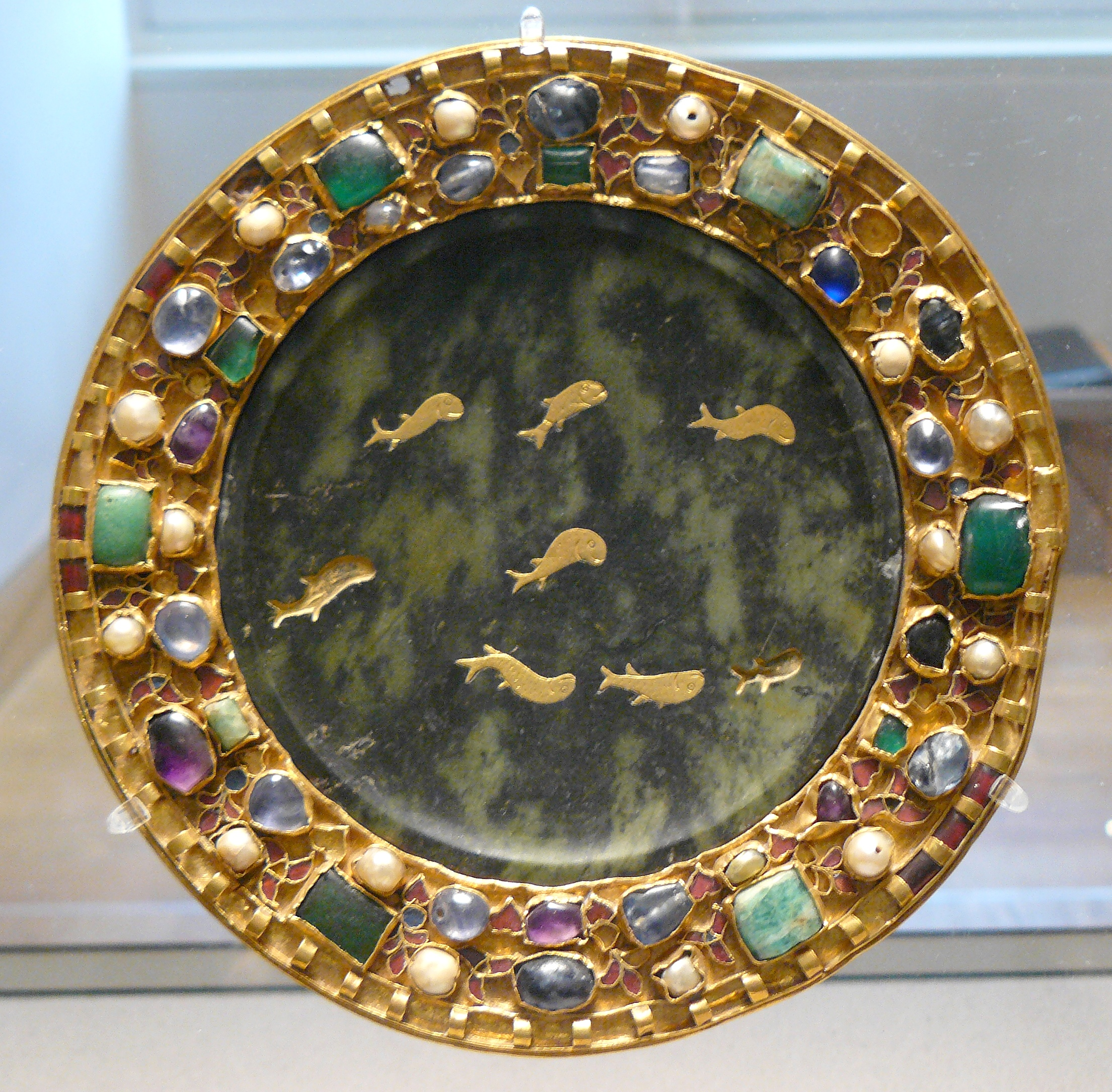
Patène de serpentine aux poissons IXe siècle.